# Československá basketbalová liga 1956/1957
1. basketbalová liga 1956/1957 byla v Československu nejvyšší ligovou basketbalovou soutěží mužů, v ročníku I. ligy hrálo 12 družstev. Novým účastníkem ligy byl Slovan Orbis Praha, který získal účast od zrušeného armádního ÚDA Praha a přestupem jeho hráčů, s nimiž získal první titul mistra Československa 1956/1957. Spartak Brno ZJŠ skončil na 2. místě a Spartak Praha Sokolovo na 3. místě. Z nováčků se udržel Slavoj Vyšehrad, další tři sestoupili spolu s družstvem  Slavia Žabovřesky Brno.
Konečné pořadí:
1. Slovan Orbis Praha (mistr Československa 1957) - 2. Spartak Brno ZJŠ "A" - 3. Spartak Sokolovo Praha - 4. Slavia Praha ITVS - 5. Tatran Ostrava - 6. Slávia Bratislava - 7. Jednota Košice - 8. Slavoj Vyšehrad Praha ---  další 4 družstva sestup z 1. ligy: 9. Spartak Brno ZJŠ  "B" - 10. Slavia Žabovřesky Brno - 11. Iskra Trenčín - 12. Spartak Hradec Králové

## Systém soutěže
Všech dvanáct družstev odehrálo dvoukolově každý s každým (zápasy doma - venku), každé družstvo odehrálo 22 zápasů. 

## Konečná tabulka 1956/1957
| Poř. | Tým                    | Z  | V  | P  | Skóre     | Body |
| ---- | ---------------------- | -- | -- | -- | --------- | ---- |
| 1.   | Slovan Orbis Praha     | 22 | 19 | 3  | 1813:1378 | 41   |
| 2.   | Spartak Brno ZJŠ "A"   | 22 | 16 | 6  | 1714:1501 | 38   |
| 3.   | Spartak Sokolovo Praha | 22 | 15 | 7  | 1743:1516 | 37   |
| 4.   | Slavia Praha ITVS      | 22 | 15 | 7  | 1563:1413 | 37   |
| 5.   | Tatran Ostrava         | 22 | 15 | 7  | 1381:1335 | 37   |
| 6.   | Slávia Bratislava      | 22 | 13 | 9  | 1673:1497 | 35   |
| 7.   | Jednota Košice         | 22 | 12 | 10 | 1539:1457 | 34   |
| 8.   | Slavoj Vyšehrad        | 22 | 9  | 13 | 1410:1433 | 31   |
| 9.   | Spartak Brno ZJŠ "B"   | 22 | 7  | 15 | 1387:1584 | 29   |
| 10.  | Slavia Žabovřesky      | 22 | 4  | 18 | 1412:1797 | 26   |
| 11.  | Iskra Trenčín          | 22 | 4  | 18 | 1146:1441 | 25   |
| 12.  | Spartak Hradec Králové | 22 | 3  | 19 | 1144:1573 | 25   |

## Sestavy (hráči, trenéři) 1956/1957
- Slovan Orbis Praha: Miroslav Škeřík, Jaroslav Šíp, Jaroslav Tetiva, Zdeněk Rylich, Bohuslav Rylich, Jiří Tetiva, Jiří Matoušek, Jaroslav Mayer, Miloš Šulc, Ota Ferus. Trenér Svatopluk Mrázek
- Spartak Brno ZJŠ "A": Milan Merkl, Zdeněk Konečný, Zdeněk Bobrovský, Ivo Mrázek, Miloš Nebuchla, Lubomír Kolář, Radoslav Sís, Nerad, Helan, Páleník, Linke. Trenér Ivo Mrázek
- Spartak Sokolovo Praha: Jiří Baumruk, Bohumil Tomášek, Jindřich Kinský, Josef Ezr, Milan Rojko, Dušan Krásný, Jiří Šotola, Zdeněk Setnička, Josef Kliner, Vostřel, Bergl. Trenér Lubomír Bednář
- Slavia Praha ITVS: Nikolaj Ordnung, Jaroslav Křivý, Kadeřábek, Kašper, Podlesný, Janovský, Jirman, Cingroš, Ďurček, Hovorek, Hraše. Trenér Emil Velenský
- Tatran Ostrava: Jan Kozák, Jaroslav Chocholáč, Zdeněk Böhm, P. Böhm, Sobota, Majer, Gubrič, Hýbler, Dopita, Hrnčiřík, Malota, Slaný, Celler, Bezecný. Trenér J. Souček
- Slávia Bratislava: Boris Lukášik, Eugen Horniak, Likavec, Poliak, Rehák, Kvetňanský, Seitz, Šimek, Šimkovič, Teplý, Tarek, Tiso. Trenér Gustáv Herrmann
- Jednota Košice: Zoltán Krenický, Šosták, Sahlica, Bombic, Takáč, Kudernáč, Lenártek, Kavka, Smolen, Zeleň, Košičan, Paluda, Vass. Trenér Zoltán Krenický
- Slavoj Vyšehrad: Vladimír Lodr, Miloslav Kodl, Douša, Ulrich, Koželuh, Rezek, Šimek, Matoušek, Krafek, Sýkora, Čermák, Hollý, Klápště, Mareš, Šúcha, Šrámek, Müller. Trenér ...
- Spartak Brno ZJŠ "B": Brychta, Kurz, Beránek, Čurda, S. Vykydal, Kubíček, Kummer, Machotka, Skokan, Novák, A. Vykydal. Trenér Linke
- Slavia Žabovřesky: František Pokorný, Švanda, Lukáč, Swierk, Homola, Ševčík, Štreit, Nečas, Kumstát, Pospíšek, Šplíchal, Procházka. Trenér F. Dvořák
- Iskra Trenčín: Rudolf Stanček, Ivan Rosival, P. Rosival, Horňanský, Koller, Horňák, Kantor, Lohinský, Guga, Marko, Slavínsky, Stuchlík, K. Horniak. Trenér R. Žitňan
- Spartak Hradec Králové: Hubka, Baláž, Michálek, Langr, Srb, Hanuš, Pára, Vondrejs, Havlík, Nouzecký, Valach. Trenér

## Zajímavosti
- Armádní družstvo ÚDA Praha (3x mistr Československa 1954-1956) bylo zrušeno a účast v I. lize převedena na Slovan Orbis Praha, kam přestoupili také hráči. Oporou družstva Slovan Orbis byli reprezentanti Miroslav Škeřík, Jaroslav Šíp, Jaroslav Tetiva, Zdeněk Rylich, Bohuslav Rylich, Jiří Tetiva, Jiří Matoušek a jejich trenér Svatopluk Mrázek, který v téže sezóně 1956/57 se Slovanem Orbis získal titul mistra Československa také s družstvem žen.
- Olympijské hry 1956 Melbourne, Austrálie, v listopadu 1956. Konečné pořadí: 1. USA, 2. Sovětský svaz, 3. Uruguay. Družstvo mužů Československa se nekvalifikovalo.
- Mistrovství Evropy v basketbale mužů v červnu 1957 se konalo v Bulharsku (Sofie). Mistrem Evropy byl Sovětský svaz, druhé skončilo Bulharsko.  Na 3. místě skončilo Československo, které hrálo v sestavě: Jiří Baumruk (169 bodů /10 zápasů), Miroslav Škeřík (155 /10), Jaroslav Šíp (105 /10), Jaroslav Tetiva (90 /10), Milan Merkl (62 /9), Zdeněk Bobrovský (44 /9), Zdeněk Rylich (41 /10), Nikolaj Ordnung (26 /7), Lubomír Kolář (25 /7), Jaroslav Chocholáč (21 /4), Dušan Lukášik (20 /8), Jiří Tetiva (20 /5), celkem 778 bodů v 10 zápasech (8-2), trenér: Gustáv Herrmann. Jiří Baumruk byl vyhlášen nejlepším hráčem Mistrovství Evropy 1957.